# Taufbecken (Terdeghem)

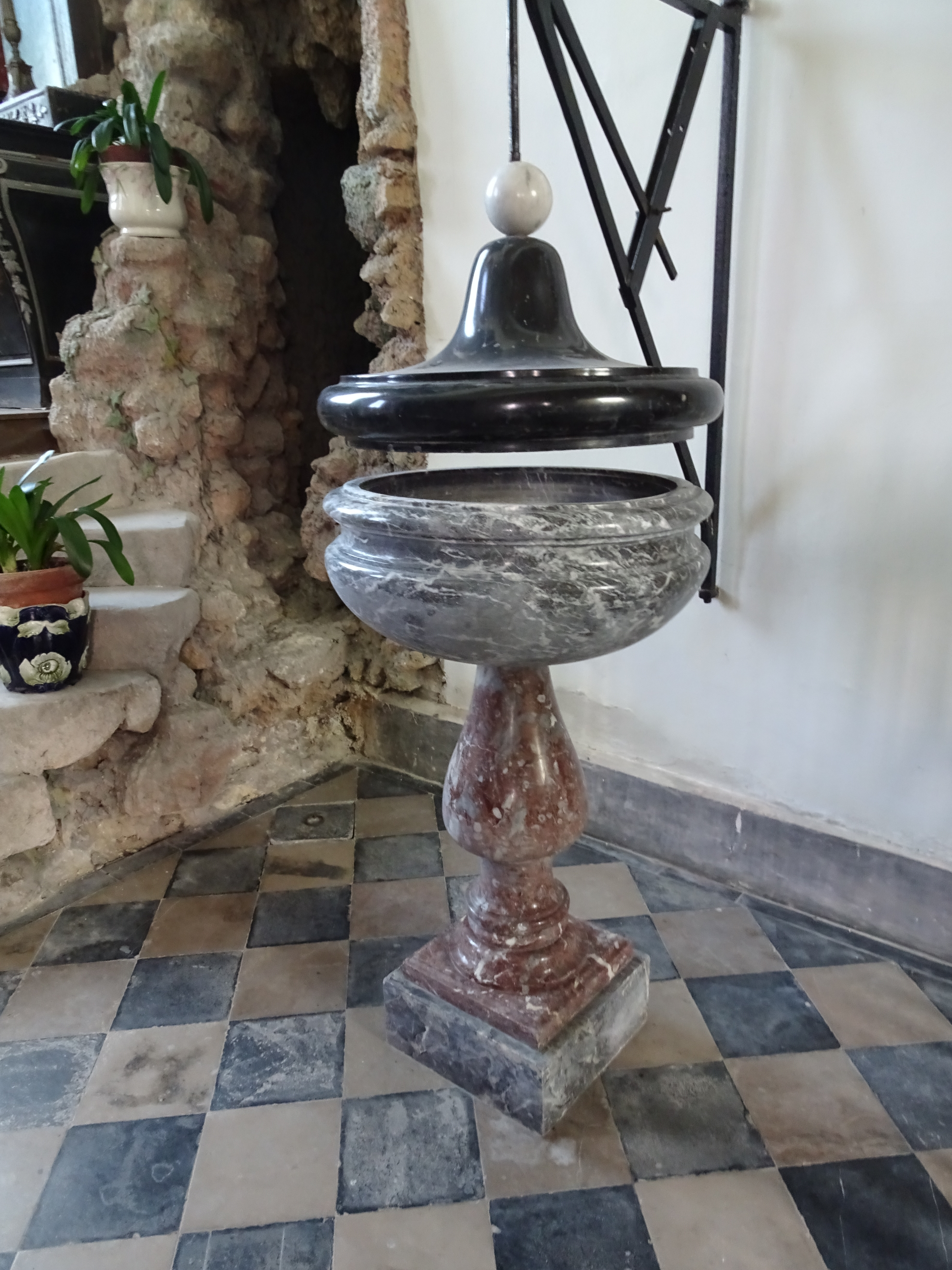
Taufbecken in Terdeghem

Das Taufbecken in der katholischen Kirche St-Martin in Terdeghem, einer französischen Gemeinde im Département Nord in der Region Hauts-de-France, wurde im 18. Jahrhundert geschaffen. Im Jahr 1973 wurde das Taufbecken als Monument historique in die Liste der denkmalgeschützten Objekte (Base Palissy) in Frankreich aufgenommen.
Das 1,58 Meter hohe Taufbecken steht auf einer rechteckigen Basis mit einem Baluster aus Rotmarmor. Das runde Becken aus grauem Marmor hat einen Durchmesser von 70 cm und ist am Rand mit einem Wulst versehen. Der schmiedeeiserne Deckel, der ebenfalls denkmalgeschützt ist, kann mit einer Hebevorrichtung entfernt werden.